# Ia típusú szupernóva

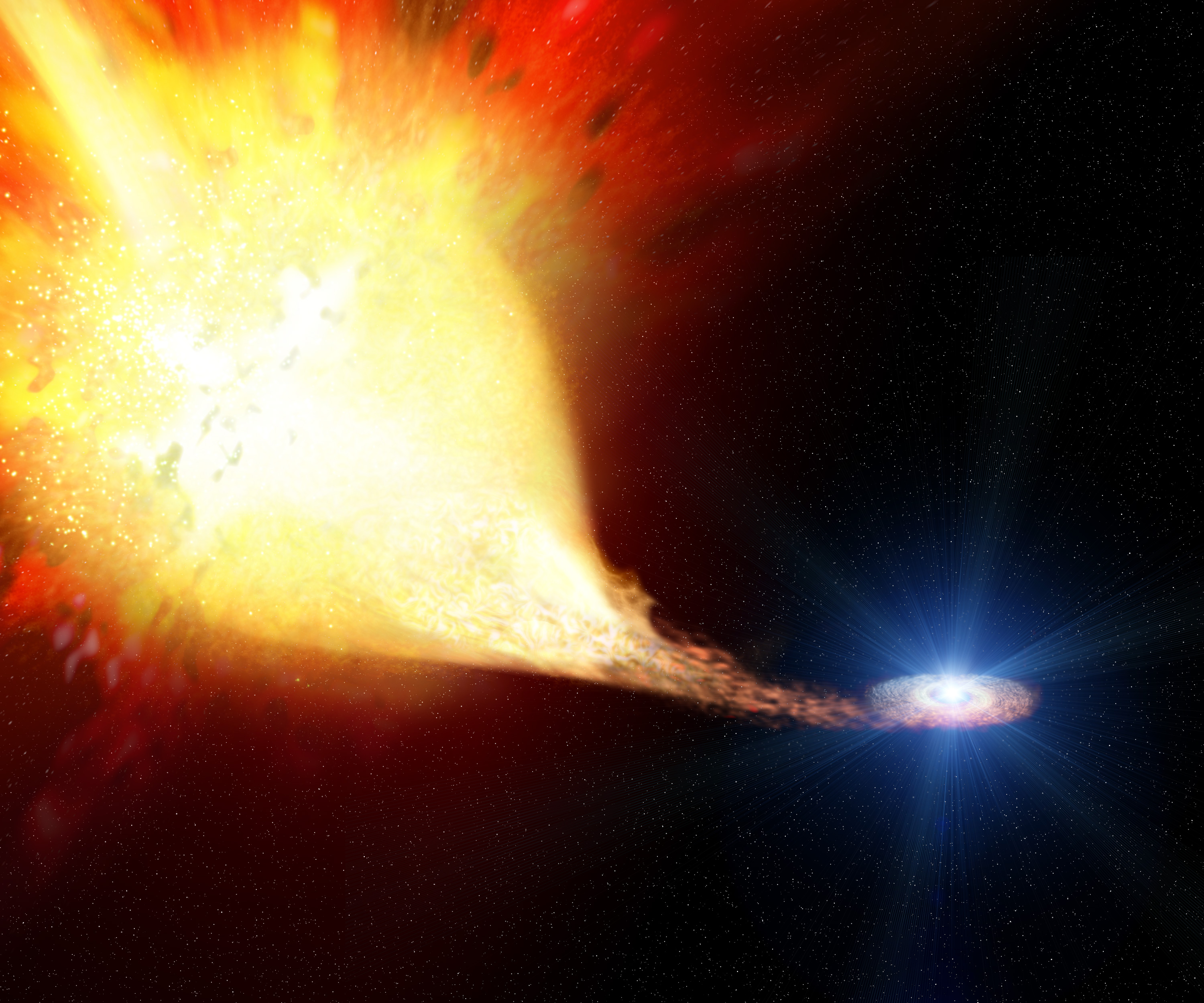
Egy Ia típusú szupernóva-jelölt fantáziarajza: a fehér törpe (jobb oldalon, lent), anyagot szív el a felfúvódott, nagy méretű vörös óriás ritka légköréből. A fehér törpe felé áramló anyag akkréciós korongot képez, majd folyamatosan gyorsulva zuhan a fehér törpére. Amikor a fehér törpe tömege eléri a Chandrasekhar-határt, fellángol a szupernóva.

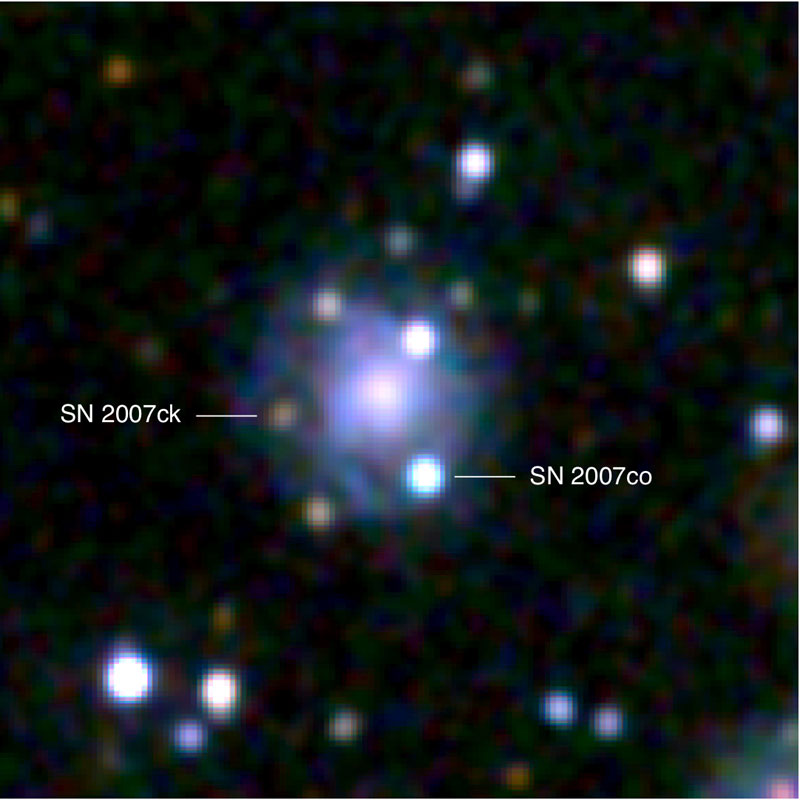
Az MCG +05-43-16 jelű távoli spirálgalaxisban majdnem pontosan egy időben robbant két szupernóva, az SN 2007ck II típusú szupernóva és az SN 2007co Ia típusú szupernóva. Az Ia szupernóva mintegy tízszer fényesebb, bár megközelítőleg ugyanolyan messze vannak (emellett az SN 2007ck már túl van a maximumán, korábban elkezdett halványodni). A NASA Swift műholdjának felvétele, a látható fény tartományában.

Az Ia (kimondva: „Egy a”) típusú szupernóva a szupernóvák egy alosztálya, szoros kettős vagy többes rendszerekben lévő fehér törpék végső robbanása.

## Működési mechanizmusa
A szoros rendszerekben keringő fehér törpék kísérőcsillaguktól – amely többnyire egy vörös óriás – akkréciós korong közvetítésével – anyagot kapnak. Az idők folyamán több nóvakitörés is előfordulhat, melyek során a felhalmozott gázokból a hidrogén fuzionál és a magfúzió végtermékei visszamaradnak. Ez a folyamat egészen addig tart, amíg a fehér törpe át nem lépi a Chandrasekhar-határt (a Nap tömegének 1,44-szerese) és a saját gravitációja alatt össze nem roppan. Az ekkor beinduló szénfúzió a csillagot teljesen szétszakítja, így e jelenséget termonukleáris szupernóvának is nevezik. Annak ellenére, hogy e folyamatban relatíve alacsony tömegű csillagok vesznek részt, ezek a legfényesebb szupernóvák. Eddig egyetlen, ilyen típusú szupernóva progenitorát (a robbanást kiváltó csillagot) sem sikerült egyértelműen azonosítani, mert a fehér törpék halvány csillagok, emellett a velük együtt keringő vörös óriásokkal esetleg közös gázburokban lehetnek, amely elnyeli a csillagok fényét, ezt egy viszonylag távoli galaxisban kimutatni nem könnyű. A fehér törpe felszínére zúduló anyag erős ultraibolya sugárzást kelt, ezért ez esetleg megfigyelhető.
Bár az ilyen típusú szupernóvák elméletben csak öreg csillagrendszerekben lángolhatnának fel (az egyik komponensnek először el kell fejlődnie a fehér törpe állapotig, majd jelentős mennyiségű anyagot kell társától begyűjtenie, ez önmagában legalább 100 millió évet vesz igénybe) az Ia típusú szupernóvák egy része mégis galaxisok olyan területein következik be, ahol a csillagkeletkezés nem állt le túl régen. Számítógépes szimulációk szerint ez így elképzelhető, ha a kísérőcsillag elvesztette hidrogénburkát, és a fehér törpe felszínére hélium áramlik az akkréciós korongon keresztül.

## Szerepe az extragalaktikus távolságmérésben
Az extragalaktikus távolságmérésben szerepük nagyon fontos: mivel az elfogadott elméletek szerint a robbanás mindig a Chandrasekhar-határ átlépésekor történik, ezért a robbanó csillagok tömege, így a robbanásban részt vevő anyag mennyisége, végső soron a robbanás abszolút fényessége nagyon hasonló kell legyen. Így lehetőség nyílik standard gyertyaként történő felhasználásukra igen távoli galaxisok esetében, melyekben robbannak.
Később kiderült, hogy abszolút fényességük több mint egy magnitúdóval is eltérhet egymástól. Viszont megfigyelték, hogy a nagyobb fényességű Ia típusú szupernóvák időbeli halványodása más. A fényesebbek lassabban halványodnak mint a halványak.

## Alternatív elméletek
Újabban vitatják az Ia szupernóvák állandó abszolút fényességét bizonyos esetekben. Több közeli, viszonylag jól ismert távolságú galaxisban fellángolt Ia típusú szupernóva (SN 2003fg, SN 2006gz, SN 2007if, SN 2009dc) abszolút fényessége meghaladta az anyagbefogási elméletek által előrejelzettet.
A szokásosnál mintegy 1,2 magnitúdóval nagyobb, -20,39 magnitúdós abszolút fényességű SN 2007if esetében sikerült megmérni a keletkezett szupernóva-maradványban előforduló nukleáris bomlástermékek izotópjainak tömegét, ez alapján a szupernóvát elszenvedett objektum 2,1 naptömegű volt. Modellszámítások alapján az így keletkező szupernóvák progenitorainak maximális tömege 2,4 naptömeg lehet. Ugyanennek a szupernóvának egy független vizsgálata szerint a robbanásban keletkezett 56Ni mennyisége önmagában 1,5 naptömeg, azaz felette van a Chandrasekhar-határnak (így a progenitor tömege 2 naptömeg felettinek adódik). A korábbi modellek emellett nem veszik figyelembe a szupernóvának a progenitort körülvevő csillagközi gázanyaggal történő kölcsönhatását, ami szintén növeli az objektum fényességét (így még bizonytalanabbá teszi az erre alapozott távolságmérést).

### Összeolvadó fehér törpék
Elvben elképzelhető, hogy szoros kettős rendszerekben mindkét komponens fehér törpévé alakult, és egymás körüli keringésük közben egyre közelebb kerülve egymáshoz, egyszerre csak összeolvadnak, és így lépik át a Chandrasekhar-határt. Ezek az úgynevezett szuper-Chandrasekhar, vagy kétszeresen degenerált modellek, mert bennük, két, degenerált anyagú fehér törpe van. Az így keletkező objektum tömege bizonytalan, elvben a Chandrasekhar-határ kétszeresét is átlépheti, így a szupernóva fényessége is jóval nagyobb lehet, így egyes esetekben a szupernóvákkal történő távolságmérés bizonytalan lehet. A Spitzer űrtávcsővel végzett mérések alapján, legalábbis az elliptikus galaxisokban, nem találtak az akkréciós korongokból származó ultraibolya sugárzást, ez a kétszeresen degenerált modellek túlsúlyát valószínűsíti az ilyen szupernóvák között.

### Gyorsan forgó fehér törpék
Más esetekben, ha a robbanó csillag forgási sebessége igen nagy, a centrifugális erő ellene dolgozhat a csillag összeroppanásának, így újra a szokottnál nagyobb, a modellszámítások alapján akár 2,1 naptömeg elérésekor robbanva, megint csak fényesebbé téve a létrejövő szupernóvát.
Távoli galaxisokban fellángolt szupernóvák esetében ismeretlen (és nehezen becsülhető) a távoli galaxisokon belüli fényelnyelés is.
A szupernóvák színképi tulajdonságainak elemzése mindkét problémát megoldhatja. Nagy számú, ismert vöröseltolódású galaxisban fellángolt szupernóva színképének statisztikai elemzésével olyan színképvonal-párokat találtak, melyekben a vonalak egymáshoz viszonyított erőssége a szupernóva abszolút fényességével korrelál, így az abszolút fényesség mintegy 6%-os hibával kiszámítható.

## Ia típusú szupernóva-jelöltek a közelünkben
- IK Pegasi
- V445 Puppis[13]
- T Pyxidis[14]

## Lásd még
- II típusú szupernóva

## Külső hivatkozások
- Az Ia típusú szupernóva-robbanás – ELTE Interaktív Csillagászati Portál